# Paraschistura alepidota
Paraschistura alepidota är en fiskart som först beskrevs av Mirza och Banarescu, 1970.  Paraschistura alepidota ingår i släktet Paraschistura och familjen grönlingsfiskar. Inga underarter finns listade i Catalogue of Life.